# Эйнджел Дарк
Э́йнджел Дарк (англ. Angel Dark), настоящее имя Виктория Кнезова (словац. Viktoria Knezová; род. 11 апреля 1982, Собранце, ЧССР) — словацкая порноактриса и модель.

## Биография и карьера
По одним данным, имеет цыганские корни, по другим — итальянские (дед родом из итальянского местечка Козенца).
В юности работала барменшей и буфетчицей. Начала карьеру в порно в 2002 году. Утверждала, что никогда не хотела быть известной, когда она начала свою карьеру в 2002. Но запоминающаяся внешность сделала фактически невозможным для неё остаться незамеченной как в самой порноиндустрии, так и за её пределами. С 2011 года проживает в Лос-Анджелесе. Музыкальные предпочтения — транс-музыка и Linkin Park.
В 2006 году из-за почечной недостаточности Дарк решила сделать перерыв в карьере. В марте 2010 года она вернулась в порнобизнес. Карьеру завершила окончательно в 2015 году (в 2013 не снималась из-за того, что на занятиях кикбоксингом получила повреждения). По данным на 2019 год, снялась в 319 порнофильмах.
В 2016 году во время предвыборной кампании в США Дональд Трамп перепутал Эйнджел Дарк с моделью из Венесуэлы и победительницей конкурса Мисс Вселенная-1996 Алисией Мачадо, представив кадры из одного из фильмов с Эйнджел как домашнее видео Мачадо. За этот поступок Мачадо подала в суд на Трампа.
В 2020 году было объявлено о включении Эйнджел Дарк в Зал славы AVN.

## Избранная фильмография
- Private Casting X 48: Dorothy Lake (2003) (V)
- Blow Me Sandwich 4 (2003) (V)
- Ass Cleavage 3 (2003) (V)
- Euro Domination 2 (2004) (V)
- Beautiful Girls 17 (2004) (V)
- Seductive 4 (2005) (V)
- La soubrette (2005) (V)
- Private Tropical 18: Puerto Rican Affairs (2005) (V)
- Orgies carcerales (2006) (V)
- All Star Strip Poker (2006) (VG)
- Very Best of Priscila Sol (2006) (V)
- Der Spiegel deiner Leidenschaft (2007) (V)
- Cabaret Berlin (2007) (V)
- First Class Nudes: Vol. 2 (2007) (V) …. Angel
- Actiongirls.com Volume 5 (2008) (V)
- Private Specials 10: Smoking Sluts (2008) (V)
- Hell Is Where the Party Is (2008) (V)
- Inter-Racial Payload (2008) (V)
- Big Butts Like It Big 3 (2009) (V)
- Top Ten 2 (2009) (V)

## Премии и номинации
| Год  | Церемония                | Категория                        | Работа                   | Результат                |
| ---- | ------------------------ | -------------------------------- | ------------------------ | ------------------------ |
| 2005 | FICEB Award: Ninfa       | Лучшая старлетка                 | Planet Silver #2         | Победа                   |
| 2006 | AVN Award                | Иностранная исполнительница года |                          | Номинация                |
| 2007 | AVN Award                | Иностранная исполнительница года |                          | Номинация                |
| 2011 | AVN Award                | Иностранная исполнительница года |                          | Победа                   |
| 2020 | включена в Зал славы AVN | включена в Зал славы AVN         | включена в Зал славы AVN | включена в Зал славы AVN |